# Michal Baran
Michal Baran (6. května 1920 Závažná Poruba – 1999) byl slovenský a československý vysokoškolský učitel, politik Komunistické strany Slovenska, poslanec Sněmovny lidu Federálního shromáždění za normalizace.

## Biografie
V letech 1968–1971 se uvádí jako účastník zasedání Ústředního výboru Komunistické strany Slovenska.
V období let 1963–1966 zastával funkci prorektora Vysoké školy zemědělské v Nitře. K roku 1976 se profesně uvádí jako rektor Univerzity Pavla Jozefa Šafárika v Košicích. Rektorskou funkci zastával v letech 1974–1984.
Ve volbách roku 1976 zasedl do Sněmovny lidu (volební obvod č. 188 – Košice-venkov, Východoslovenský kraj). Mandát obhájil ve volbách roku 1981 (obvod Košice-venkov). Ve Federálním shromáždění setrval do konce funkčního období, tedy do voleb roku 1986.